# Kabinett Cavaco Silva III

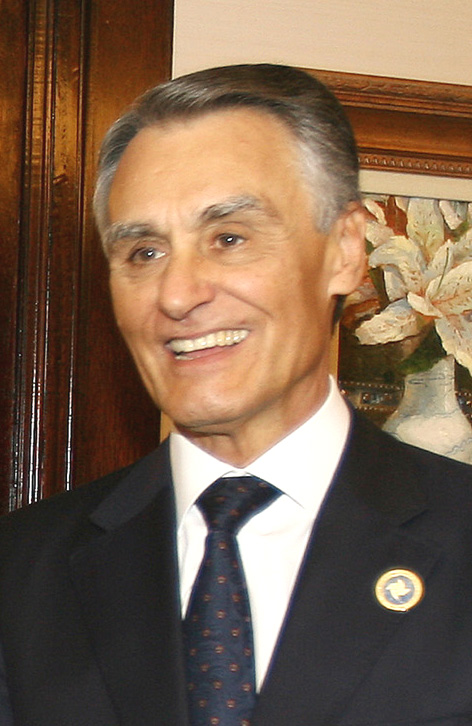
Premierminister Aníbal Cavaco Silva

Als Kabinett Cavaco Silva III wird die 12. verfassungsgemäße, frei gewählte portugiesische Regierung nach der Nelkenrevolution 1974 unter Premierminister Aníbal Cavaco Silva bezeichnet, in Portugal auch XII Governo Constitucional de Portugal, zu deutsch XII. verfassungsgemäße Regierung von Portugal genannt. Das Kabinett war vom 31. Oktober 1991 bis zum 28. Oktober 1995 im Amt.

## Parlamentswahlen 1995
In den Parlamentswahlen am 6. Oktober 1991 errangen die portugiesischen Sozialdemokraten (PSD) erneut die absolute Mehrheit, sie erhielten 50,6 Prozent der Stimmen und somit 135 der 230 Sitze in der Assembleia da República. Damit konnten die Sozialdemokraten unter Premierminister Cavaco Silva ihre Alleinregierung fortsetzen.
Die anderen Parteien errangen deutlich niedrigere Ergebnisse: Die Sozialisten verbesserten sich auf 29,13 % (72 Mandate), die Listenverbindung CDU verlor 3,34 Prozent und kam auf 8,8 % (17 Mandate), die christlich-konservative CDS-PP konnte sich bei gut 4,4 % halten (5 Mandate). Die Partido da Solidariedade Nacional zog erstmals mit einem Abgeordneten in das Parlament ein (1,68 %).
Der Spitzenkandidat der portugiesischen Sozialdemokraten, Aníbal Cavaco Silva, wurden am 31. Oktober 1991 vereidigt.

## Zusammensetzung
| Amt                                                                | Name                                                             | Partei    |
| ------------------------------------------------------------------ | ---------------------------------------------------------------- | --------- |
| Premierminister                                                    | Aníbal Cavaco Silva                                              | PSD       |
| Minister für Parlamentsangelegenheiten und Assistenz des Ministers | Luís Marques Mendes                                              | PSD       |
| Minister für Parlamentsangelegenheiten und Assistenz des Ministers | António Couto dos Santos                                         | PSD       |
| Minister für Inneres                                               | Manuel Dias Loureiro                                             | PSD       |
| Minister für Landwirtschaft                                        | António Duarte Silva                                             | PSD       |
| Minister für Landwirtschaft                                        | Arlindo Cunha                                                    | PSD       |
| Minister für Verteidigung                                          | Fernando Nogueira                                                | PSD       |
| Minister für Verteidigung                                          | António Figueiredo Lopes                                         | PSD       |
| Minister für Bildung                                               | Diamantino Durão (bis 7. Dezember 1993)                          | k. A.     |
| Minister für Bildung                                               | António Couto dos Santos (7. Dezember 1993 bis 28. Oktober 1995) | PSD       |
| Minister für Bildung                                               | Manuela Ferreira Leite                                           | PSD       |
| Minister für Industrie und Energie                                 | Luís Mira Amaral                                                 | PSD       |
| Minister für Justiz                                                | Álvaro José Brilhante Laborinho Lúcio                            | PSD       |
| Minister für Präsidentschaftsangelegenheiten                       | Fernando Nogueira                                                | PSD       |
| Minister für Gesundheit                                            | Paulo Mendo                                                      | PSD       |
| Minister für Gesundheit                                            | Arlindo de Carvalho                                              | PSD       |
| Minister für Finanzen                                              | Jorge Braga de Macedo                                            | PSD       |
| Minister für Finanzen                                              | Eduardo Catroga                                                  | PSD       |
| Minister für öffentliche Bauten, Verkehr und Kommunikation         | Joaquim Ferreira do Amaral                                       | PSD       |
| Minister für Umwelt                                                | Teresa Patrício Gouveia                                          | PSD       |
| Minister für Umwelt                                                | Carlos Borrego                                                   | parteilos |
| Minister für Handel und Tourismus                                  | Fernando Faria de Oliveira                                       | PSD       |
| Minister für Arbeit und Sozialsicherung                            | José Falcão e Cunha                                              | PSD       |
| Minister für Arbeit und Sozialsicherung                            | José Silva Peneda                                                | PSD       |
| Minister für Meeresangelegenheiten                                 | Eduardo Azevedo Soares                                           | PSD       |
| Minister für Meeresangelegenheiten                                 | António Duarte Silva                                             | PSD       |
| Minister für Planung und Liegenschaftsverwaltung                   | Luís Valente de Oliveira                                         | PSD       |
| Minister für Auswärtige Angelegenheiten                            | João de Deus Pinheiro                                            | PSD       |
| Minister für Auswärtige Angelegenheiten                            | José Manuel Barroso                                              | PSD       |